# Giulio Gonzaga

Stemma dei Gonzaga fino al 1389.

Giulio Gonzaga (... – 1525) è stato un condottiero italiano.

## Biografia
Signore di Schivenoglia, era figlio di Gianfrancesco Gonzaga (?-1488 ca.), figlio di Guglielmo, del ramo Gonzaga di Novellara e Bagnolo e di Virginia Sanbonifacio.
Agli inizi del 1509 fu al servizio del duca di Ferrara Alfonso I d'Este contro Rovigo, alleata della Serenissima quindi al fianco del cardinale Ippolito d'Este a Montagnana. Alla fine del 1509 accorse in difesa della città di Ferrara, minacciata dai veneziani. Nel 1511 fu impegnato nel bolognese e nel Polesine, riconquistando diversi paesi, tra i quali Lendinara, Badia Polesine, Ficarolo e Rovigo. Nel 1512 combatté nel Trevigiano e nel Parmense. Le ultime azioni di guerra riguardarono la conquista di Carpi, consegnata agli Estensi, nell'agosto 1512.
Morì nel 1515.